# Conilhac-Corbières
Conilhac-Corbières (okzitanisch Conilhac de las Corbièras) ist eine französische Gemeinde mit 947 Einwohnern (Stand 1. Januar 2022) im Département Aude in der Region Okzitanien. Sie gehört zum Arrondissement Narbonne und zum Kanton Le Lézignanais.

## Bevölkerungsentwicklung
| Jahr      | 1962 | 1968 | 1975 | 1982 | 1990 | 1999 | 2017 |
| Einwohner | 503  | 547  | 532  | 528  | 582  | 601  | 917  |